# Teściowie (film 2003)
Teściowie (oryg. The In-Laws) – amerykański film komediowy z 2003 roku w reżyserii Andrew Fleminga. Remake filmu Arthura Hillera z 1979 roku, w którym główne role grali  Peter Falk i Alan Arkin.

## Fabuła
Dzieci Jerry’ego i Steve’a planują ślub. Steve wciąga Jerry’ego w aferę szpiegowską, którą jako agent CIA próbuje rozwiązać.

## Obsada
- Albert Brooks − Jerry Peyser
- Michael Douglas − Steve Tobias
- Ryan Reynolds − Mark Tobias
- Lindsay Sloane − Melissa Peyser
- Maria Ricossa − Katherine Peyser
- Robin Tunney − Angela Harris
- Vladimir Radian − Czerkasow
- David Suchet − Jean-Pierre Thibodoux
- Boyd Banks − pacjent
- Susan Aceron − pielęgniarka
- Chang Tseng − Le Quan
- Tamara Gorski − Yadira
- A. Russell Andrews − agent Will Hutchins
- Richard Waugh − agent Thorn
- Candice Bergen − Judy Tobias
- Tseng Chang - Quan Le

i inni. 